# Hedwig Kurfürstin von Brandenburg
Das Gemälde Hedwig Kurfürstin von Brandenburg ist ein Porträt eines unbekannten Künstlers,
möglicherweise Hans Krell, das die Kurfürstin Hedwig von Brandenburg zeigt. Es ist ein Tafelgemälde auf Lindenholz aus der Zeit um 1535 bis 1540. Es befindet sich in der Gemäldesammlung des Jagdschlosses Grunewald in Berlin und steht im Eigentum des Hauses Hohenzollern, in Person „SKH“ (Seiner Königlichen Hoheit) Georg Friedrich Prinz von Preußen.

## Beschreibung
Auf dem 47,7 cm × 35 cm großen Gemälde ist Kurfürstin Hedwig von Brandenburg im Halbfigurenformat von der linken Seite dargestellt. Sie trägt auf dem Kopf eine Haube und einen perlengeschmückten Brautkranz. Um den Hals trägt sie breite und reich mit Edelsteinen verzierte Ketten, die sich mit der Ornamentik der Stoffe zu einer dekorativen Flächigkeit verbinden. Die auf den Ärmeln in Perlenstickerei dargestellten Buchstaben S könnten auf ihren Vater Sigismund I. verweisen.
Das Bild entstand vermutlich kurz nach ihrer Hochzeit im Jahre 1535 mit dem brandenburgischen Kurfürsten Joachim II., da sie ihr Haar unter der Haube trägt. Die Zuschreibung des Gemäldes an den Leipziger Maler Hans Krell ist aus stilistischen Gründen umstritten, da die scharfgeschnittenen Gesichtszüge und die unsouveräne Wiedergabe der Kleidung für ihn untypisch sind.